# Suzzanna
Suzanna Martha Frederika van Osch (Bogor, 13 oktober 1942 - Magelang, 15 oktober 2008), beter bekend onder haar artiestennaam Suzzanna, was een Indonesische actrice van Indo-Europese afkomst. Zij stond ook bekend als The Queen of Indonesian Terror, vanwege haar vertolkingen van geesten, heksen en bovennatuurlijke verschijningen. Zij werd vooral populair na het optreden als de mythische geest van de prostituee Sundel Bolong in 1981 in de film Sundelbolong.   

## Biografie
Suzanna werd in de Tweede Wereldoorlog tijdens de Japanse bezetting in Bogor (voorheen Buitenzorg) geboren in een katholiek gezin met vier kinderen van Indo-Europese (Duitse, Javaanse, Nederlandse en Menadonese) afkomst. Haar ouders waren: Willem van Osch en Johanna van Osch.
Ze werd op zevenjarige leeftijd ontdekt door de Indonesische regisseur Usmar Ismail, die haar haar eerste rol gaf in het drama Darah dan Doa (The Long March). Dit jonge meisje met de bijnaam The Next Indriati Iskak slaagde erin het publiek te verbazen via de film Dara Dormitory. Acht jaar later gaf de filmmaker haar een tweede kans door haar een  rol in de musical Asrama Dara (The Girls Dormitory) te geven. 

Als volwassene werd zij een van de grootste filmsterren van Indonesië, vooral in het genre horrorfilms. 
Haar populariteit verkreeg zij uit broeierige en mystieke films, zoals Breathing in the Mud, Earth Makin Panas, Cinta Island (1978) en de Queen of the Dark Arts (1981), waardoor zij op het Indonesisch film festival (FFI) als beste vrouwelijke acteur genomineerde werd. 

Suzzanna stopte met het spelen van films in de vroege jaren negentig. Echter in 2003, op de leeftijd van 61 jaar, schitterde Suzzanna opnieuw in de soapseries Selma en Ular Siluman die werd uitgezonden op de Indonesische tv-zender RCTI en de Mystery of a Jar op de tv-zender SCTV. Begin 2008 speelde Suzzanna in de film Ghost Ambulance, die ook haar laatste film was. Ze stierf later dat jaar aan complicaties van diabetes, een aandoening waaraan zij al 30 jaar leed. 
Ze was twee keer getrouwd, eerst met Dicky Suprapto met wie zij in 1960 een zoon, Arie Adrianus en 1962 een dochter, Kiki Maria, kreeg en vervolgens met Clift Sangra met wie zij in 1995 een meisje, Rama Yohanes, adopteerde.
Suzzanna ligt in een graf samen met haar zoon, Arie Adrianus en haar zus, Irene Beatrix van Osch, begraven op begraafplaats Giriloyo, Magelang, Midden-Java.

## Onderscheidingen
Zij won talloze prijzen, waaronder 'The Best Child Actress' (Asian Film Festival, Tokyo, 1960) en de Golden Harvest Award. Ook won zij de prijs voor 'Aziatisch populairste actrice' op het Asia Pacific Film Festival in Seoul in 1972. Ze werd genomineerd voor Piala Citra op het Festival Film Indonesia (FFI) als 'Beste actrice in 1979' voor haar rol in Pulau Cinta en in 1982 voor haar rol in Ratu Ilmu Hitam.

## Muziek
Samen met haar man, Dicky Suprapto en Eka Sapta's muziekgroep, nam Suzzanna ook de tijd om de zangwereld te verkennen via een album met de titel Salah Sangka.

## Filmografie
- 1950 : Darah dan Doa
- 1958 : Asrama Dara
- 1959 : Bertamasja
- 1951 : Mira
- 1963 : Aku Hanya Pajangan
- 1963 : Antara Timur en Barat
- 1965 : Segenggam Tanah Perbatasan
- 1966 : Suzie
- 1967 : Penanggalan
- 1970 : Bernafas dalam Lumpur
- 1970 : Tuan Tanah Kedawung
- 1971 : Air Mata Kekasih
- 1971 : Beranak dalam Kubur
- 1973 : Napsu Gila
- 1973 : Bumi Makin Panas
- 1974 : Ratapan dan Rintihan
- 1978 : Pulau Cinta
- 1980 : Permainan Bulan Desember
- 1981 : Lembah Duka
- 1981 : Ratu Ilmu Hitam
- 1981 : Sundel Bolong
- 1982 : Sangkuriang
- 1982 : Nyi Blorong
- 1983 : Nyi Ageng Ratu Pemikat
- 1983 : Perkawinan Nyi Blorong
- 1984 : Telaga Angker
- 1984 : Dia Sang Penakluk
- 1984 : Usia dalam Gejolak
- 1985 : Bangunnya Nyi Roro Kidul
- 1985 : Ratu Sakti Calon Arang
- 1986 : Malam Jumat Kliwon
- 1986 : Petualangan Cinta Nyi Blorong
- 1987 : Samson's Revenge
- 1988 : Santet
- 1988 : Ratu Buaya Putih
- 1988 : Malam Satu Suro
- 1989 : Wanita Harimau
- 1990 : Titisan Dewi Ular
- 1990 : Pusaka Penyebar Maut
- 1991 : Perjanjian van Malam Keramat
- 1991 : Ajian Ratu Laut Kidul
- 2008 : Hantu Ambulance

## Gebaseerd op Suzzanna
Suzzanna: Buried Alive - ook wel bekend als Suzanna: Bernapas dalam Kubur is een Indonesische bovennatuurlijke horrorfilm uit 2018 geregisseerd door Rocky Soraya (Sabrina, Mata Batin, The Doll and The Doll 2) en Anggy Umbara (Satu Suro). De filmsterren Luna Maya, Herjunot Ali en Clift Sangra. De film lijkt te zijn gebaseerd op de beroemde Indonesische actrice Suzzanna, die in populaire fantasy- en horrortitels speelde zoals The Queen of Black Magic (1981) en The Hungry Snake Queen (1983).